# باري هول
باري هول (بالإنجليزية: Barrie Hole)‏ هو لاعب كرة قدم بريطاني، ولد في 16 سبتمبر 1942 في سوانزي في المملكة المتحدة، وتوفي في مارس 2019. شارك مع منتخب ويلز لكرة القدم. أما مع النوادي، فقد لعب مع بلاكبيرن روفرز وسوانزي سيتي وكارديف سيتي.

## وصلات خارجية
- باري هول على موقع قاعدة بيانات كرة القدم.إي يو (الإنجليزية)
- باري هول على موقع ناشيونال فوتبول تيمز (الإنجليزية)